# Saletara liberia
Saletara liberia is een vlindersoort uit de familie van de Pieridae (witjes), onderfamilie Pierinae.
Saletara liberia werd in 1779 beschreven door Cramer.

## Ondersoorten
- Saletara liberia liberia (Ambon, Serang)
- Saletara liberia eliade (Molukken)
- Saletara liberia panda (Java)
- Saletara liberia distanti (Malaya, Singapore, Sumatra)
- Saletara liberia schoenbergi (Nias)
- Saletara liberia engania (Enggano)
- Saletara liberia aurifolia (Pulautelo, Batu Island)
- Saletara liberia chrysea (Nicobars)
- Saletara liberia nathalia (Luzon, Filipijnen)
- Saletara liberia martia (Basilan en Mindanao, Filipijnen)
- Saletara liberia erebina (Palawan, Filipijnen)
- Saletara liberia hostilia (Balabac, Filipijnen)
- Saletara liberia nigerrima (Sulawesi)
- Saletara liberia aurantiaca (Soela)
- Saletara liberia natunensis (Natuna)
- Saletara liberia dohertyi (Sumbawa)
- Saletara liberia obina (Obi)
- Saletara liberia chrysoberylla (Buru)